# ليزلي غاريت
ليزلي غاريت (بالإنجليزية: Lesley Garrett)‏ (و. 1955  م) هي مغنية بريطانية.

## التعليم
تعلمت في الأكاديمية الملكية للموسيقى.

## جوائز
حصلت على جوائز منها:
- قائد وسام الامبراطورية البريطانية.

## وصلات خارجية
- ليزلي غاريت على موقع IMDb (الإنجليزية)
- ليزلي غاريت على موقع ألو سيني (الفرنسية)
- ليزلي غاريت على موقع ميوزك برينز (الإنجليزية)
- ليزلي غاريت على موقع أول موفي (الإنجليزية)
- ليزلي غاريت على موقع أول ميوزيك (الإنجليزية)
- ليزلي غاريت على موقع ديسكوغز (الإنجليزية)
- ليزلي غاريت على موقع قاعدة بيانات الفيلم (الإنجليزية)
- ليزلي غاريت على موقع كينوبويسك (الروسية)